# Natació sincronitzada al Campionat del Món de natació de 2015 – Rutina de combinada
La prova de rutina d'equip combo es va celebrar entre el 26 i l'1 d'agost de 2015 a Kazan, Rússia.

## Resultats
La preliminar es va disputar a les 14:00 del dia 26 i la final a les 17:30 del dia 1.

   *   Classificades
| Posició | País            | Preliminar | Preliminar | Final     | Final   |
| Posició | País            | Puntuació  | Posició    | Puntuació | Posició |
| ------- | --------------- | ---------- | ---------- | --------- | ------- |
| 1       | Rússia          | 96.4000    | 1          | 98.3000   | 1       |
| 2       | R.P. de la Xina | 94.9333    | 2          | 96.2000   | 2       |
| 3       | Japó            | 92.6000    | 3          | 93.8000   | 3       |
| 4       | Ucraïna         | 92.4000    | 4          | 93.4000   | 4       |
| 5       | Espanya         | 91.9000    | 5          | 92.3667   | 5       |
| 6       | Canadà          | 89.4000    | 6          | 90.3667   | 6       |
| 7       | Itàlia          | 88.9000    | 7          | 89.7333   | 7       |
| 8       | Grècia          | 86.6333    | 8          | 86.6667   | 8       |
| 9       | Mèxic           | 85.3333    | 9          | 86.5667   | 9       |
| 10      | Brasil          | 84.1000    | 10         | 84.8000   | 10      |
| 11      | Corea del Nord  | 81.7667    | 12         | 82.6000   | 11      |
| 12      | Belarús         | 81.8333    | 11         | 82.3000   | 12      |
| 13      | Suïssa          | 81.6000    | 13         |           |         |
| 14      | Kazakhstan      | 80.1000    | 14         |           |         |
| 15      | Veneçuela       | 75.1000    | 15         |           |         |
| 16      | Macau           | 71.1667    | 16         |           |         |